# 류혁인
류혁인(틀:柳赫仁, 1934년 ~ 1999년)은 대한민국의 언론인이자 청와대 정무수석비서관과 제4대 공보처 장관 등을 지낸 정무직공무원이다. 본관은 전주이다.

## 생애
동아일보 정치부장을 역임한 언론인이다. 
박정희 정권에서 1973년 대통령 정무수석, 주 포르투갈 대사, 국제전략문제연구소(IISS) 본부이사를 거쳐 1992년 10월 9일부터 1993년 2월 25일까지 공보처 장관 등을 역임한 뒤 종합유선방송위원회 위원장, 국제퇴계학연구원 이사장을 지냈다.

## 가족 관계
- 배우자 : 허앙(許怏)
  - 아들 : 류석춘(柳錫春, 1955년 ~ ) - 연세대학교 사회학과 교수
  - 아들 : 류석진(柳錫津, 1958년 ~ 2022년) 서강대학교 정치외교학 교수
  - 사위 : 최금락(崔今洛, 1958년 ~ ) - 법무법인 광장 고문
  - 외조카: 이인용 (李仁勇, 1957년 ~ ) - 전 MBC 기자, 현 삼성전자 사장)(누나의 아들)